# 솜포트 샌즈
솜포테 생둔차이 (태국어: สมโพธิ แสงเดือนฉาย; RTGS: Somphot Saengdueanchai; 24 May 1941 – 26 August 2021) 국제적으로 ''솜포트 샌즈''로 알려진 태국 영화 감독, 특수 효과 제작자 및 프로듀서로 여러 태국 영화, 특히 특수 효과 기반 장르 또는 괴물 영화를 감독한 것으로 가장 잘 알려져 있다. ''하누만과 7명의 울트라맨'', ''점보르그 에이스와 자이언트'', ''하누만과 5인의 가면라이더'' 과 ''크로커다일 (1980)''.

## 출연 작품
- 타티엔 (1973)
- 점보르그 에이스와 자이언트 (1974)
- 하누만과 7명의 울트라맨 (1974)
- 하누만과 5인의 가면라이더 (1975)
- 컴퓨터 슈퍼맨 (1977)
- 슬픔의 땅 (1978)
- 카키 (1980)
- 크로커다일 (1980)
- 크라이통 (1980)
- 프라 로드 메리 (1981)
- 쿤 창 쿤 팬: 상캇악어를 물리칠 때 (1982)
- 타이거 킹 판타이 노라싱 (1982)
- 고귀한 전쟁 (1984)
- Space Warriors 2000 (1985)
- 크라이통 II (1985)
- 심령 카멜레온 (1985)